# Штерк, Клаус
Клаус Штерк (нем. Klaus Stärk, род. 1958, Штутгарт) — немецкий футбольный тренер.
В юношестве играл за родной «Штутгарт», но в последующем так и не смог выйти на профессиональный уровень. В роли футбольного тренера Штерк начинал тренировать любительские клубы Германии. Позднее работал в таких странах как Ливан, Монголия, Казахстан и Намибия. В декабре 2003 года Штерк приезжал в Казахстан с целью проведения семинаров для тренеров Суперлиги. Уже 18 января 2004 года был назначен главным тренером «Жениса». В мае был отправлен в отставку.
В 2005—2008 годах возглавлял сборную Афганистана. C 2008 года стал работать в качестве технического директора футбольного союза Намибии в направлении юношеского и женского футбола.